# Shakiso flygplats
Shakiso är en flygplats i Etiopien. Den ligger i den centrala delen av landet, 300 km söder om huvudstaden Addis Abeba. Shakiso ligger 1 715 meter över havet.
Terrängen runt Shakiso är platt åt sydost, men åt nordväst är den kuperad. Runt Shakiso är det ganska tätbefolkat, med 56 invånare per kvadratkilometer. Närmaste större samhälle är Kibre Mengist, 1,5 km öster om Shakiso. Omgivningarna runt Shakiso är en mosaik av jordbruksmark och naturlig växtlighet.